# Havendoklaanbrug
De Havendoklaanbrug is een plaatbrug over de Zenne in de gemeente Vilvoorde. De brug bestaat uit twee overspanningen in gewapend beton van elk 15,8 m, ondersteund door een betonnen pijler in de Zenne. De totale lengte bedraagt 31,6 m. De brug is vernoemd naar het Dok van Vilvoorde.